# Ilha de Rubane
Ilha de Rubane är en ö i Guinea-Bissau. Den ligger i den sydvästra delen av landet, 60 km söder om huvudstaden Bissau. Arean är 24,8 kvadratkilometer.
Terrängen på Ilha de Rubane är mycket platt. Öns högsta punkt är 41 meter över havet. Den sträcker sig 8,3 kilometer i nord-sydlig riktning, och 6,3 kilometer i öst-västlig riktning.